# Sân bay Naha
Sân bay Naha (那覇空港 Naha Kūkō) (IATA: OKA, ICAO: ROAH) là một sân bay cấp hai ở thành phố Naha. Nhà ga hàng đầu phục vụ cho vận chuyển hành khách và hàng hóa từ tỉnh Okinawa, Nhật Bản. Sân bay này phục vụ các chuyến bay quốc tế đến Đài Loan, Hàn Quốc, Trung Quốc và Philippines. Đây là sân bay lớn thứ năm của Nhật Bản với 30 điểm đến, 150 chuyến bay mỗi ngày. Từ sân bay này đến thành phố Naha bằng xe bus và xe điện trên cao.

## Các hãng hàng không và điểm đến

### Nhà ga chính
- All Nippon Airways (Tokyo-Haneda, Tokyo-Narita, Fukuoka, Hiroshima, Ishigaki, Kagoshima, Kumamoto, Miyako, Miyazaki, Nagasaki, Nagoya-Centrair, Oita, Osaka-Itami, Osaka-Kansai, Sendai)
- Japan Airlines (Fukuoka, Nagoya-Centrair, Osaka-Itami, Osaka-Kansai, Sapporo-Chitose, Tokyo-Narita, Tokyo-Haneda)
  - Japan Transocean Air (Fukuoka, Fukushima, Ishigaki, Kochi, Komatsu, Kumejima, Matsuyama, Miyako, Okayama, Osaka-Kansai, Tokyo-Haneda, Toyama)
- Ryūkyū Air Commuter (Aguni, Amamioshima, Kerama, Kitadaito, Kumejima, Minamidaito, Yonaguni, Yoron)
- Skymark Airlines (Tokyo-Haneda, occasionally)

### Ga quốc tế
- Asiana Airlines (Seoul-Incheon)
- China Airlines (Đài Bắc-Taiwan Taoyuan)
- China Eastern Airlines (Thượng Hải-Pudong)
- Philippine Airlines (Manila)